# Суклёмка
Суклёмка — река в России, протекает в Тюменской области. Впадает слева в реку Тобол в 7,1 км от устья Тобола. Длина Суклёмки составляет 66 км.
Система водного объекта: Тобол → Иртыш → Обь → Карское море.

## Данные водного реестра
По данным государственного водного реестра России, относится к Иртышскому бассейновому округу, водохозяйственный участок реки Тобол от впадения реки Исеть и до устья, без рек Тура, Тавда, речной подбассейн реки Тобол. Речной бассейн реки Иртыш.
Код объекта в государственном водном реестре — 14010502612111200013454.